# Ineke Mulder (politicus)
C.A.M. (Ineke) Mulder (Groningen, 30 augustus 1950) is een Nederlandse ex-politica van de PvdA.
Van begin 2003 tot begin 2008 was zij gedeputeerde van de provincie Groningen, met in haar portefeuille welzijn, zorg, onderwijs, sport, evenementenbeleid, personeelszaken en facilitaire zaken. In haar functie als gedeputeerde was zij lid van de vaste delegatie Sociaal Beleid van het Interprovinciaal Overleg (IPO), waarin zij zich onder andere inzette voor een goede jeugdzorg.
In maart 2008 gaf zij te kennen haar deputaatschap op te zeggen vanwege de negatieve verwikkelingen bij het Bureau Jeugdzorg en haar onvermogen om deze teniet te doen.
Mulder begon haar loopbaan als lerares in het onderwijs voor zeer moeilijk opvoedbare kinderen. Zij groeide binnen het onderwijs door en werd uiteindelijk bij het in Groningen en Drenthe gelegen ROC Noorderpoortcollege unitdirecteur handel en zakelijke dienstverlening.